# Le Courrier Laval
 (août 2016).
Si vous disposez d'ouvrages ou d'articles de référence ou si vous connaissez des sites web de qualité traitant du thème abordé ici, merci de compléter l'article en donnant les références utiles à sa vérifiabilité et en les liant à la section « Notes et références ».
Le Courrier Laval est un hebdomadaire québécois fondé en septembre 1945 à Laval, au Québec. Le Courrier Laval est édité par 2M.MEDIA depuis le 15 novembre 2017.
En français, sur le territoire de l'Île Jésus, plusieurs autres journaux du même type ont été publiés sur la même période, mais n'ont pas survécu. Notons L'Écho de Laval qui ne subsiste qu'en version électronique, Le Contact Laval ou encore L'Hebdo de Laval n'existent plus. Du côté anglophone, le Chomedey News qui est devenu le Laval News est dans un marché totalement différent et ne fait pas véritablement concurrence au Courrier Laval qui a déjà publié une édition en langue anglaise au milieu des années 2000.
Depuis 2022, une nouvelle concurrence s'est installée avec le journal indépendant, Média Laval, en faisant leur principal concurrent, favorisant la présence sur le terrain, les nouvelles technologies ainsi que l'aspect communautaire, et collaborant avec des médias nationaux tels que TVA Nouvelles et le Journal de Montréal.
Le Courrier Laval est publié une fois par semaine, le mercredi. Mensuel à ses débuts, il a  été longtemps diffusé en bihebdomadaire, d'abord les jeudi et dimanche, puis les mercredi et samedi. La Bibliothèque et Archives nationales du Québec (BAnQ) conserve les archives des éditions antérieures du Courrier Laval. Il est imprimé à un peu plus de 132 000 exemplaires et est distribué aux portes des maisons lavalloises gratuitement, avec le Publisac, un produit de TC Transcontinental, l'entreprise montréalaise ayant été propriétaire du Courrier Laval de 1995 à 2017, après avoir acheté le journal de l'entreprise Télémédia qui avait elle-même acquise le titre de l'ex-magnat des médias Conrad Black. Une page web et une application web ont été développées pour suivre l'information en mode continu.
Dans une déclaration à l'Assemblée nationale pour le 70e anniversaire du journal, le député Jean Habel a souligné sa pertinence et son importance pour la population de l'île Jésus.
Ses pages couvrent l'actualité locale et régionale dans le monde de la politique, l'économie, l'environnement, l'éducation, le monde communautaire, des faits divers, de la culture et des sports autant au niveau mineur que professionnel.

## Impact de certains articles au niveau provincial
Le 8 septembre 2022, avant les élections d'octobre 2022, Le Courrier Laval a publié un scandale concernant la candidate du Parti québécois, Andréanne Fiola, dans la circonscription provinciale de Laval-des-Rapides, relatif à son implication dans l'industrie de la pornographie.
Ce qui a mené à des remarques de plusieurs figures politiques, dont Paul St-Pierre Plamondon, chef du parti, qui a réitéré son soutien à la candidate, dénonçant le dénigrement dont elle a été victime, et a appelé au respect de sa vie privée.
Cet événement a également suscité un débat public sur la vie privée à l'échelle de la provincerelayé par la plupart des médias de la province.